# Bonabé
Bonabé, ou Bonabe, est une station de ski de fond des Pyrénées espagnoles située en Catalogne sur la commune d'Alt Aneu (comarque de Pallars-Sobirà).

## Géographie
La station domine la vallée de la Noguera Pallaresa, dans le parc naturel de l'Alt Pirineu.